# Géraldine Gaulier
Géraldine Gaulier (Berna, 1947) é uma cantora helvética que cantou sobretudo em francês

## Biografia
Em 1966, ela começou a sua carreira musical para a gravadora/editora Polydor, quando lançou o disco de 45' chamado La rivière me disait ("O rio dizia-me"). Guy Lux convidou-a para participar no seu programa de televisão chamado "Le Palmarès des chansons".
Ela cantou juntamente com  Enrico Macias na sua estreia no L'Olympia . Ela representou a Suíça no Festival Eurovisão da Canção 1967 com o tema "Quel cœur vas-tu briser?" onde terminou em último lugar e não logrando receber qualquer ponto..
Em 1968, gravou outro  EP intitulado Les Chattes.